# Klubi Futbollit Laçi 2015-2016

## Rosa
| N. |                       | Ruolo | Calciatore                    |
| -- | --------------------- | ----- | ----------------------------- |
| 1  | Albania (bandiera)    | P     | Gentian Selmani               |
| 2  | Brasile (bandiera)    | D     | Ademir                        |
| 3  | Albania (bandiera)    | D     | Emiliano Çela (vice-capitano) |
| 4  | Croazia (bandiera)    | D     | Stipe Buljan                  |
| 5  | Albania (bandiera)    | D     | Arjan Sheta                   |
| 7  | Albania (bandiera)    | C     | Albi Dosti                    |
| 9  | Albania (bandiera)    | A     | Aldo Mitraj                   |
| 10 | Montenegro (bandiera) | C     | Marko Ćetković                |
| 11 | Albania (bandiera)    | D     | Taulant Sefgjinaj             |
| 12 | Albania (bandiera)    | P     | Agim Sherifi                  |
| 14 | Albania (bandiera)    | C     | Argjend Mustafa               |
| 15 | Albania (bandiera)    | A     | Kejvi Bardhi                  |

| N. |                       | Ruolo | Calciatore                 |
| -- | --------------------- | ----- | -------------------------- |
| 16 | Albania (bandiera)    | D     | Eglentin Gjoni             |
| 17 | Albania (bandiera)    | A     | Enco Malindi               |
| 18 | Albania (bandiera)    | A     | Regi Lushkja               |
| 19 | Albania (bandiera)    | A     | Valdan Nimani              |
| 20 | Albania (bandiera)    | A     | Dardan Vuthaj              |
| 21 | Albania (bandiera)    | C     | Olsi Goçaj                 |
| 22 | Albania (bandiera)    | C     | Alfred Zefi                |
| 28 | Albania (bandiera)    | C     | Emiliano Veliaj (capitano) |
| 31 | Montenegro (bandiera) | P     | Miroslav Vujadinović       |
| 33 | Kosovo (bandiera)     | C     | Drilon Musaj               |
|    | Albania (bandiera)    | C     | Endri Muçmata              |
|    | Kosovo (bandiera)     | A     | Festim Krasniqi            |